# Alphonse Chevrier
Alphonse Chevrier, mort le  26 juillet 1377, est un prélat français, évêque de Lisieux au XIVe siècle.

## Biographie
Alphonse Chevrier est chanoine de Paris, diacre et docteur en droit civil et canonique.  Alphonse a été conseiller au parlement de Paris et envoyé en Angleterre par le roi Jean II. Il est maître des requêtes de l'hôtel du roi. En 1368 il est nommé évêque de Lisieux.
En 1371 il tient un synode. Il a des différends avec son chapitre au sujet de la réparation de la cathédrale.